# Музей истории города Минска
Государственное учреждение «Музей истории города Минска» (бел. «Музей гісторыi горада Мінска») — это комплекс экспозиций на территории Верхнего города и Лошицкого усадебно-паркового комплекса. Собственник — Управление культуры Мингорисполкома.
Основу фондов музея составляют коллекции археологических раскопок Минска XI—XIX вв., предметов городского быта, фотоаппаратов конца XIX—XX вв., живописи, графики, декоративно-прикладного искусства, мемориальные собрания знаменитых минчан и другие.
В музее проходят сменные тематические выставки, в том числе международные, на основе собраний коллекционеров, художников, фотографов, различных организаций и учреждений, а также разнообразные творческие проекты: концерты, семинары, конференции, творческие акции, пленэры.

## История
8 мая 2010 года состоялось торжественное открытие первой музейной экспозиции «Художник. Гражданин. Герой», посвященной празднованию 65-летия Великой Победы. Экспонировались произведения Героя Беларуси, народного художника СССР, народного художника Беларуси, почетного гражданина города Минска Михаила Андреевича Савицкого. Экспозиция размещалась в историческом центре Минска в Верхнем городе в здании — памятнике архитектуры XIX века по ул. Революционной, 10.
В 2011 году в структуру музея включен Флигель Лошицкого усадебно-паркового комплекса. Новый филиал Музея истории города Минска начал работу с открытия в сентябре 2011 года долгосрочного проекта — «Колесо времени», где представлены предметы городской и сельской культуры конца XIX — середины XX в.
8 мая 2012 года по адресу пл. Свободы, 15 открылась первая очередь Художественной галереи Михаила Савицкого в историческом здании — бывшей городской усадьбы XVIII века. 7 сентября того же года с участием Президента Республики Беларусь А. Г. Лукашенко состоялось торжественное открытие Художественной галереи Михаила Савицкого.
В мае 2012 года музею переданы помещения Минской городской ратуши. В сентябре того же года в ратуше открыта первая экспозиция «Белорусская книга — история и современность», посвященная Году книги. В 2013 году состоялось открытие стационарной экспозиции «Минск в историческом пространстве. Картографический кабинет». В настоящее время работы по музеефикации пространства ратуши продолжаются.

## Структура[2]
- Арт-гостиная «Высокое место» (г. Минск, ул. Герцена, 2а)
- Минская городская ратуша (г. Минск, пл. Свободы, 2а)
- Художественная галерея Михаила Савицкого (г. Минск, пл. Свободы, 15)
- Городская художественная галерея произведений Л. Д. Щемелева (г. Минск, ул. Революционная, 10)
- Мастерская-музей народного художника Беларуси Ивана Миско (г. Минск, ул. Интернациональная, 11а)
- Музей «Лошицкая усадьба» и приусадебный флигель в Лошицком усадебно-парковом комплексе (г. Минск, проезд Чижевских, д. 8-2, 10)
- Экспозиция «Каретная» (г. Минск, ул. Кирилла и Мефодия, 8)
- Археологический музей (г. Минск, ул. Кирилла и Мефодия, 6)
- Экспозиция «Минская конка» (г. Минск, ул. Кирилла и Мефодия, 6а)

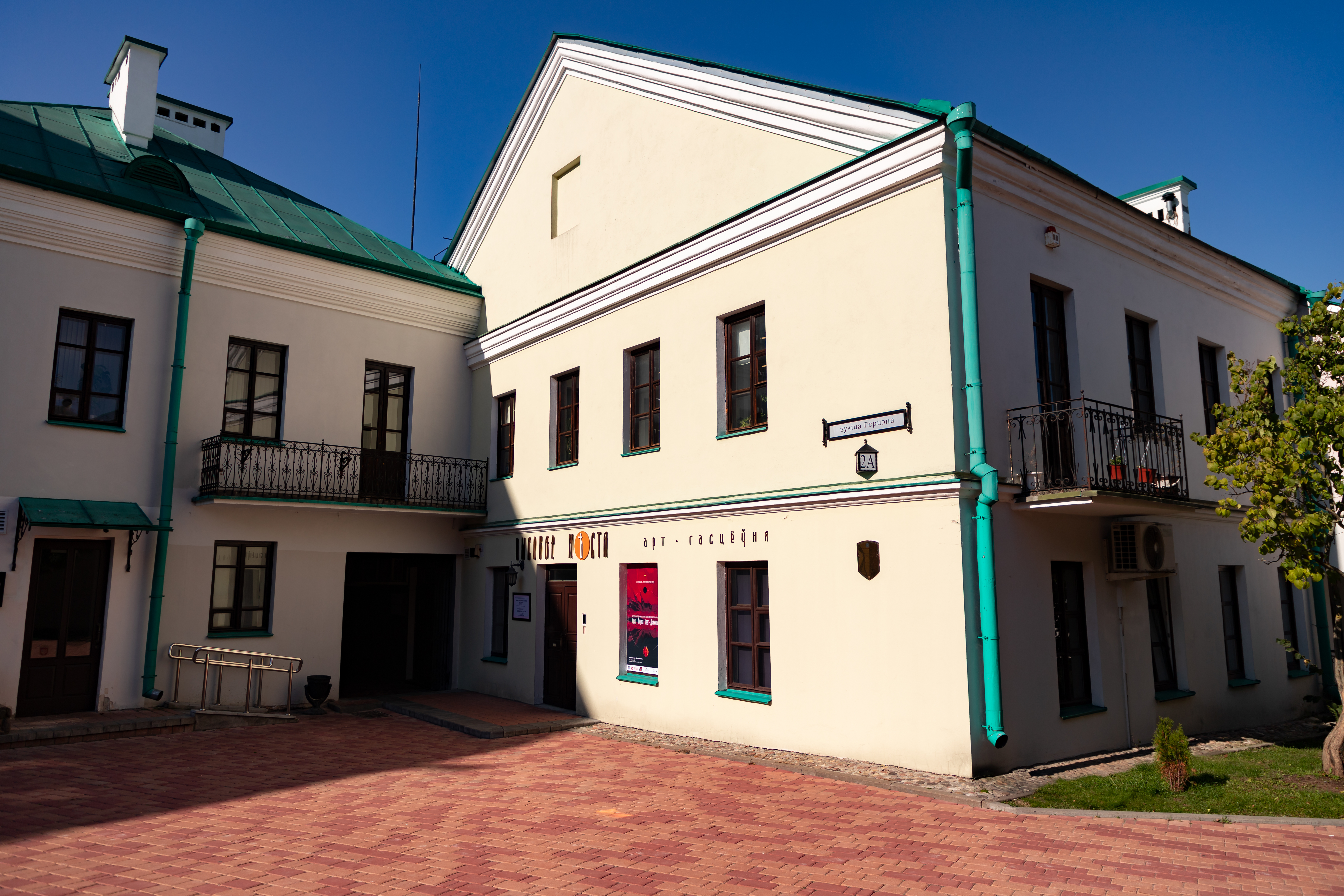
Арт-гостиная «Высокое место»
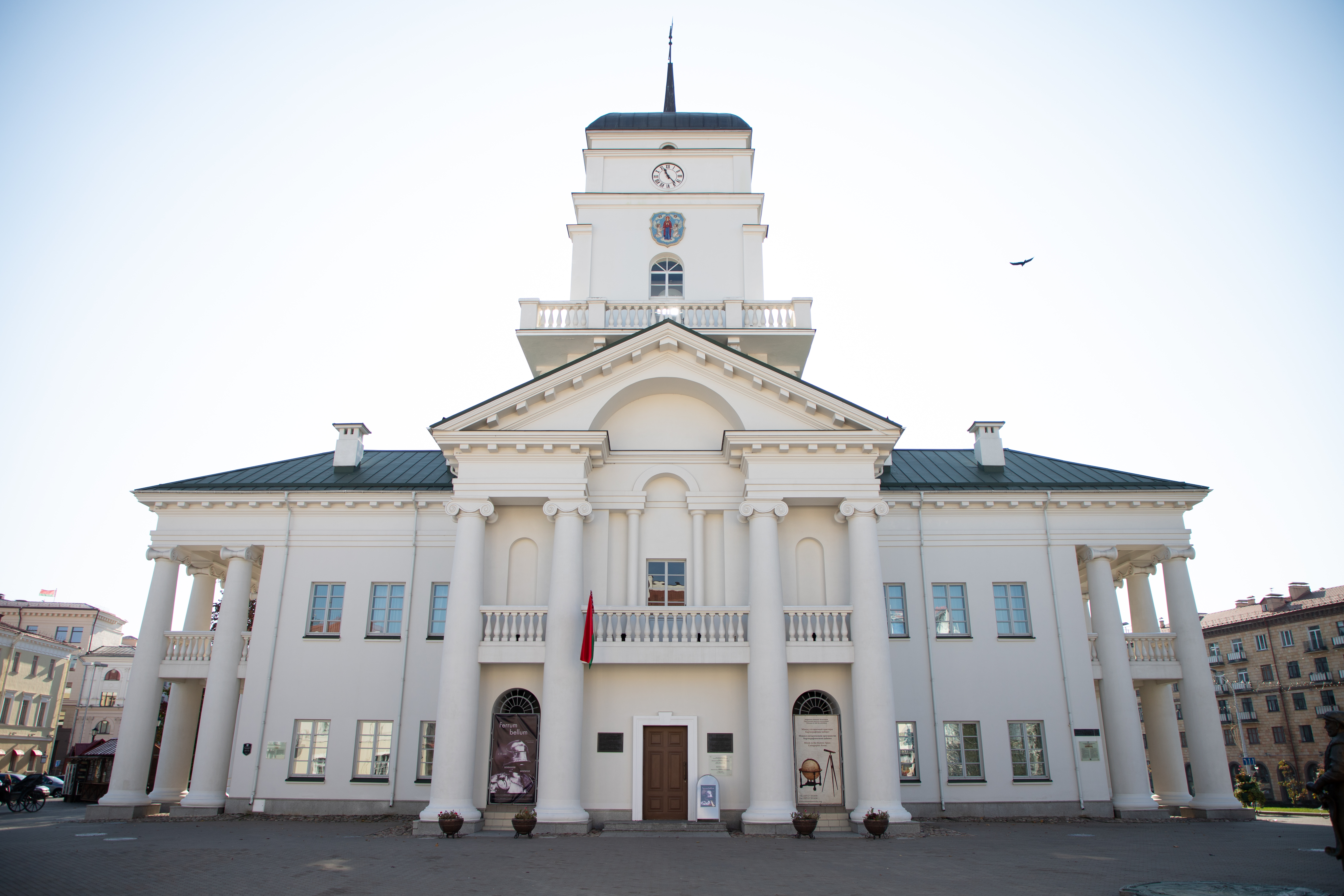
«Минская городская ратуша»
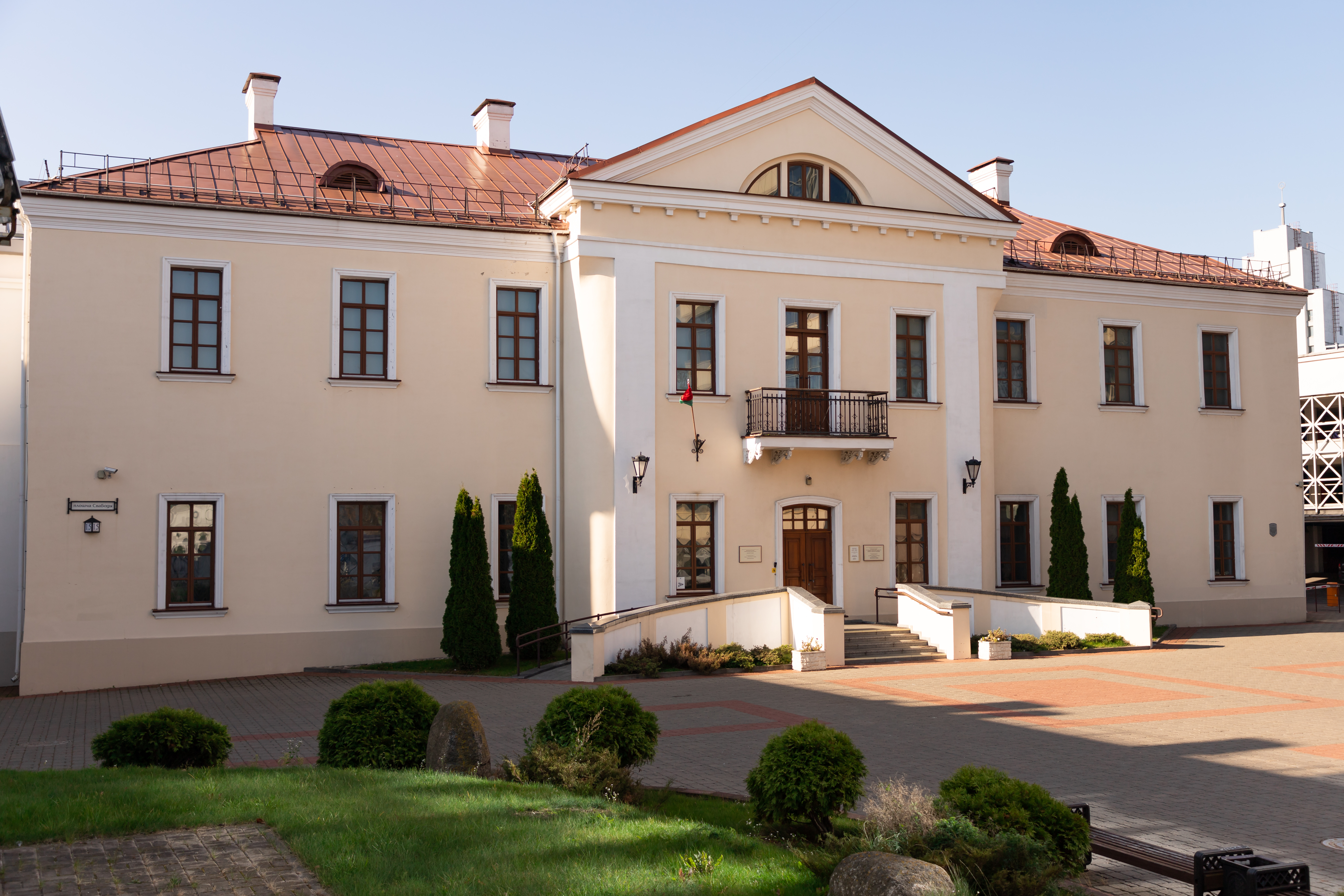
Художественная галерея Михаила Савицкого
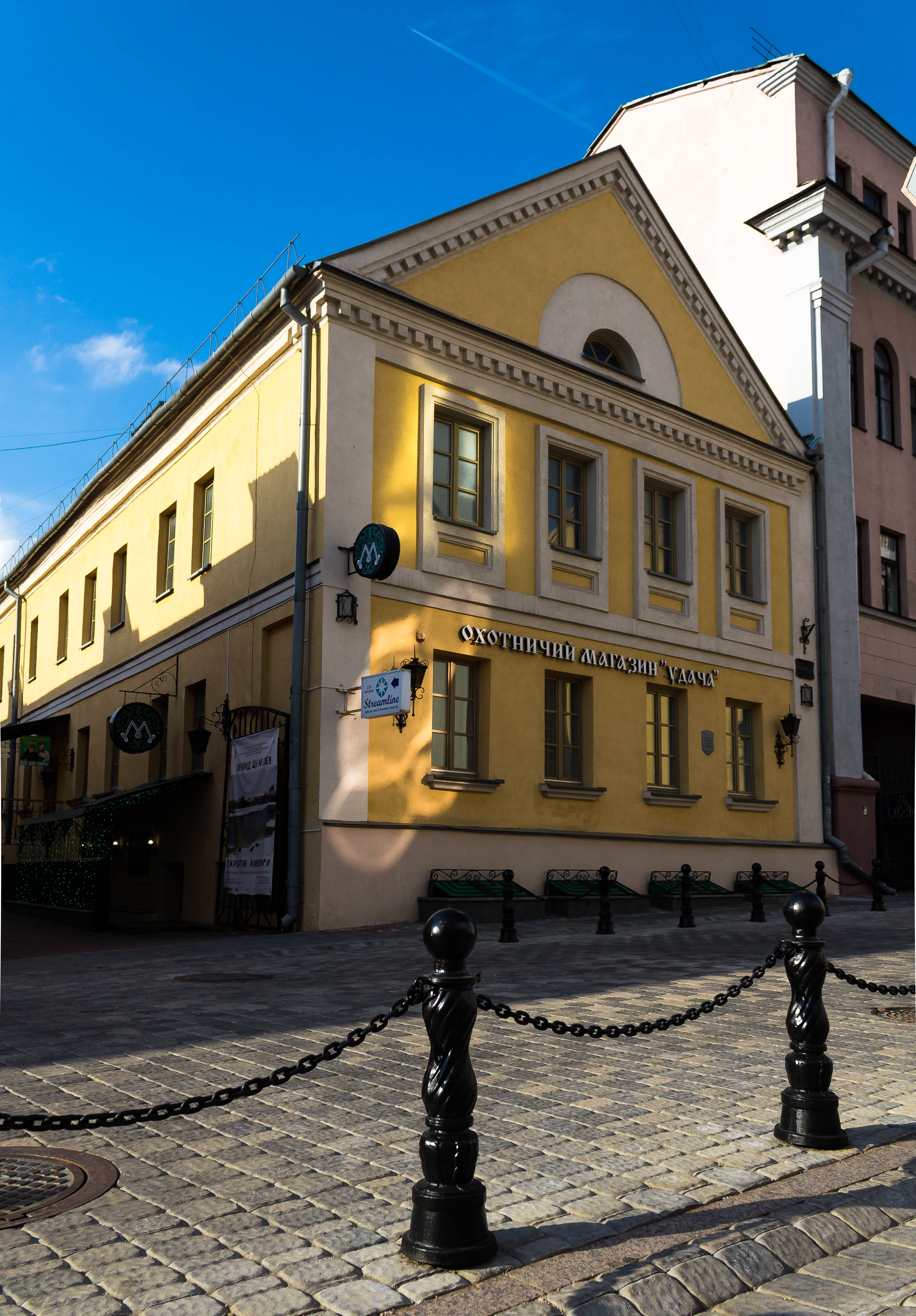
Городская художественная галерея произведений Л. Д. Щемелева
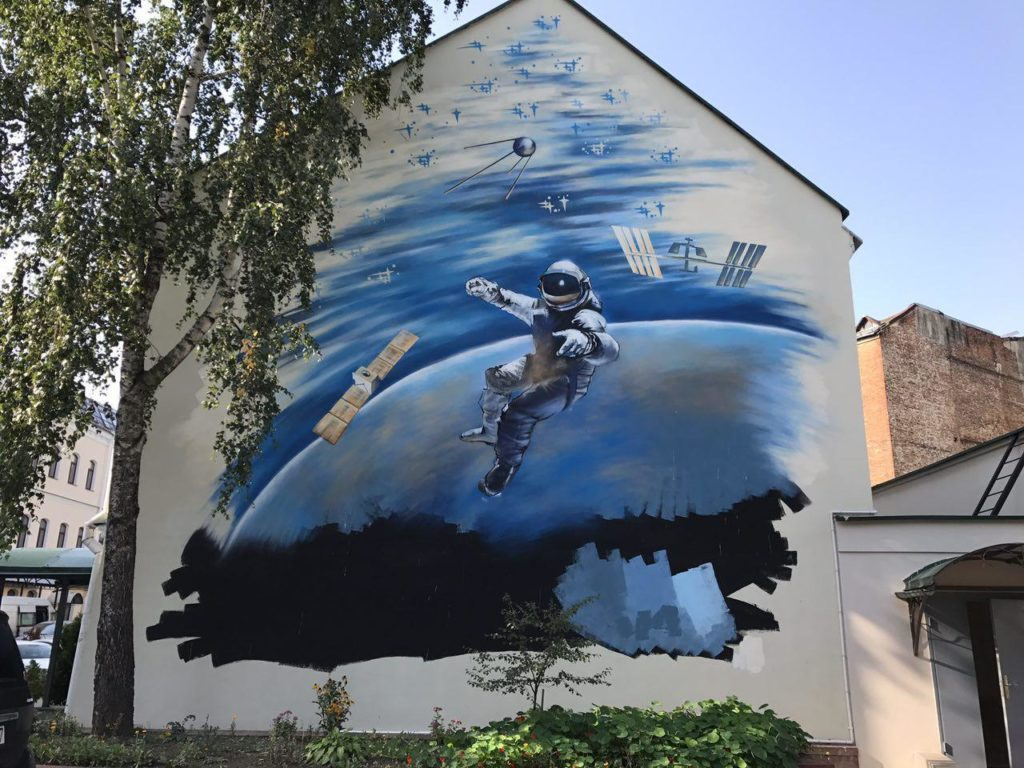
Мастерская-музей народного художника Беларуси Ивана Миско
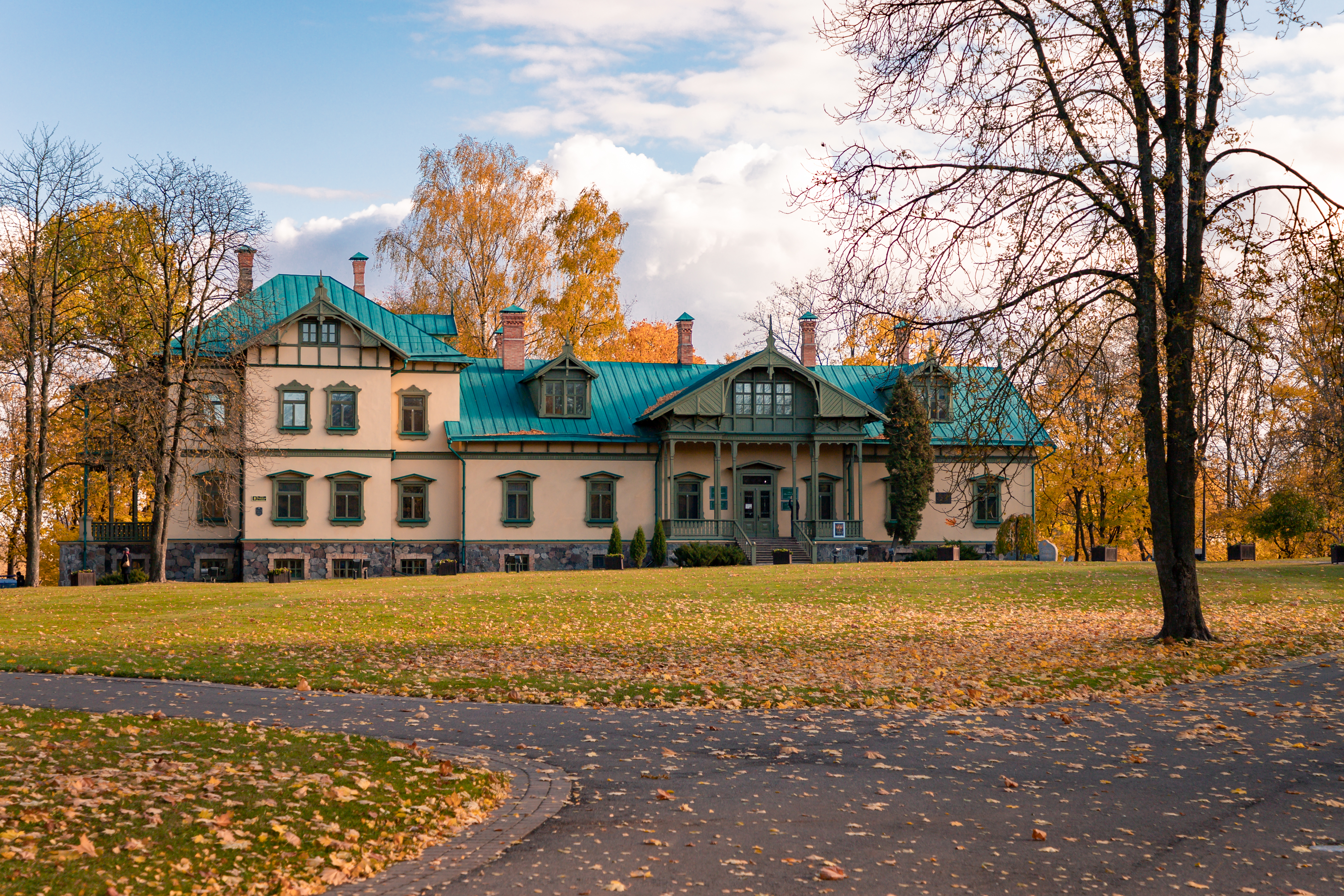
Музей «Лошицкая Усадьба»
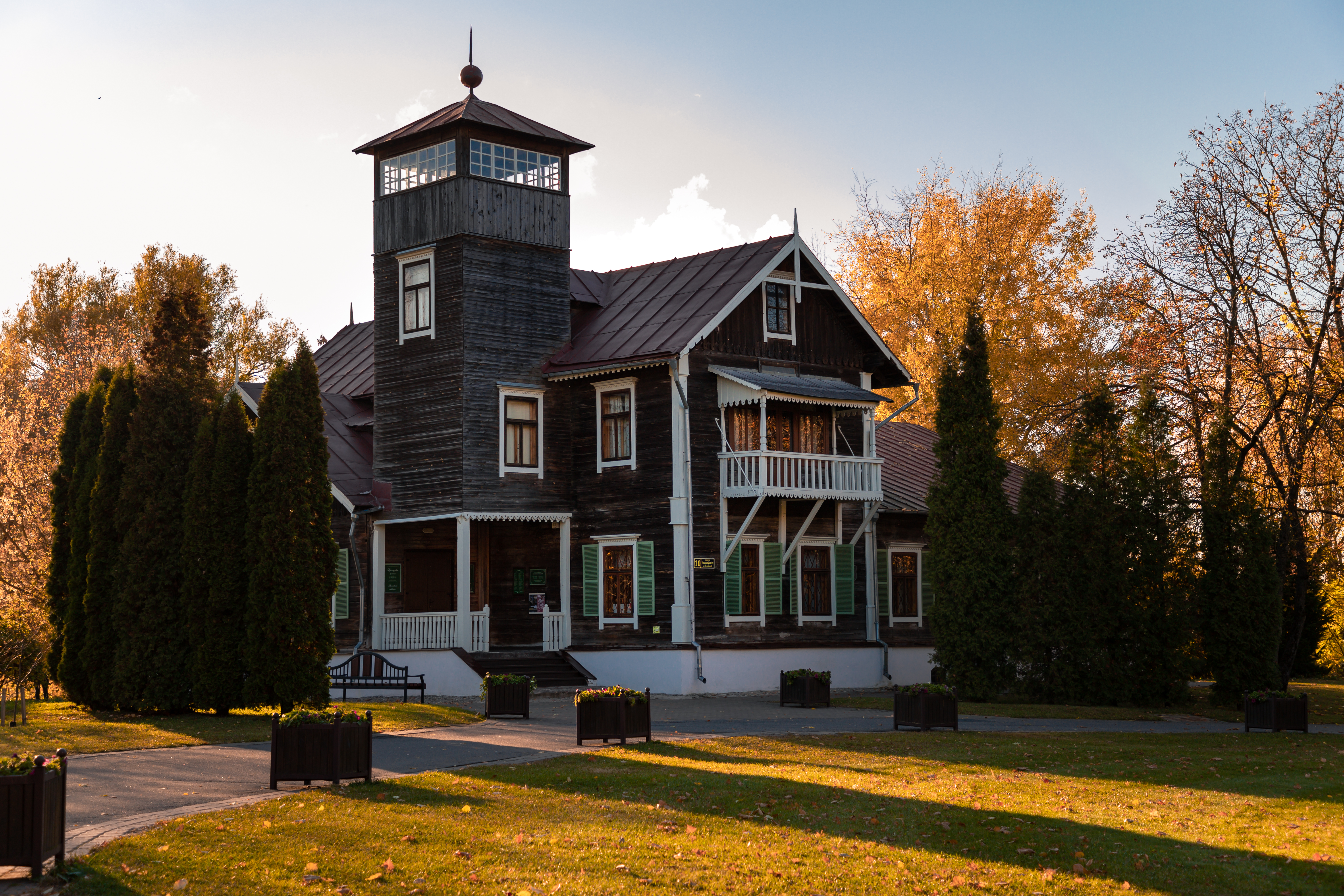
Приусадебный флигель
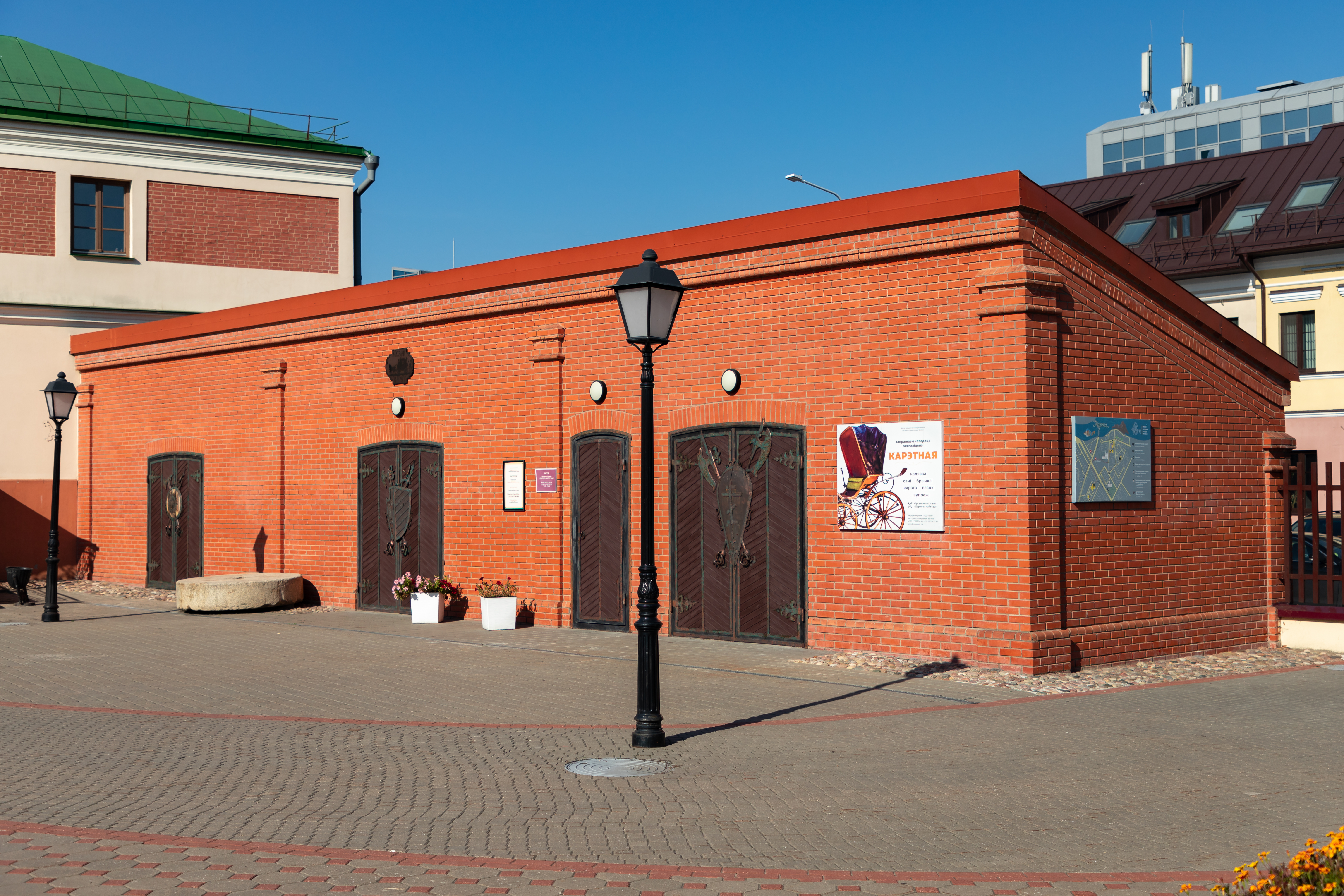
Экспозиция «Каретная»
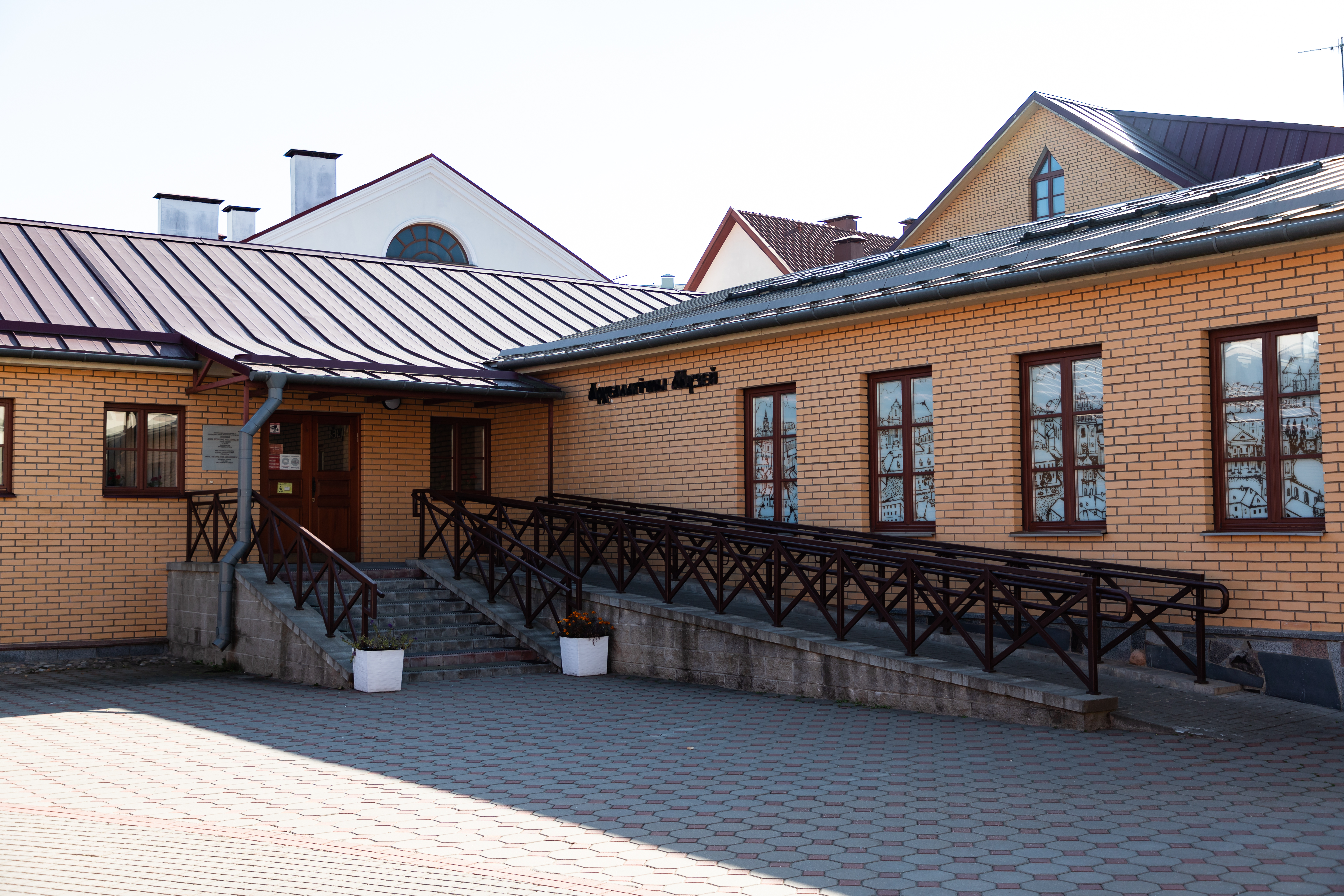
Археологический музей
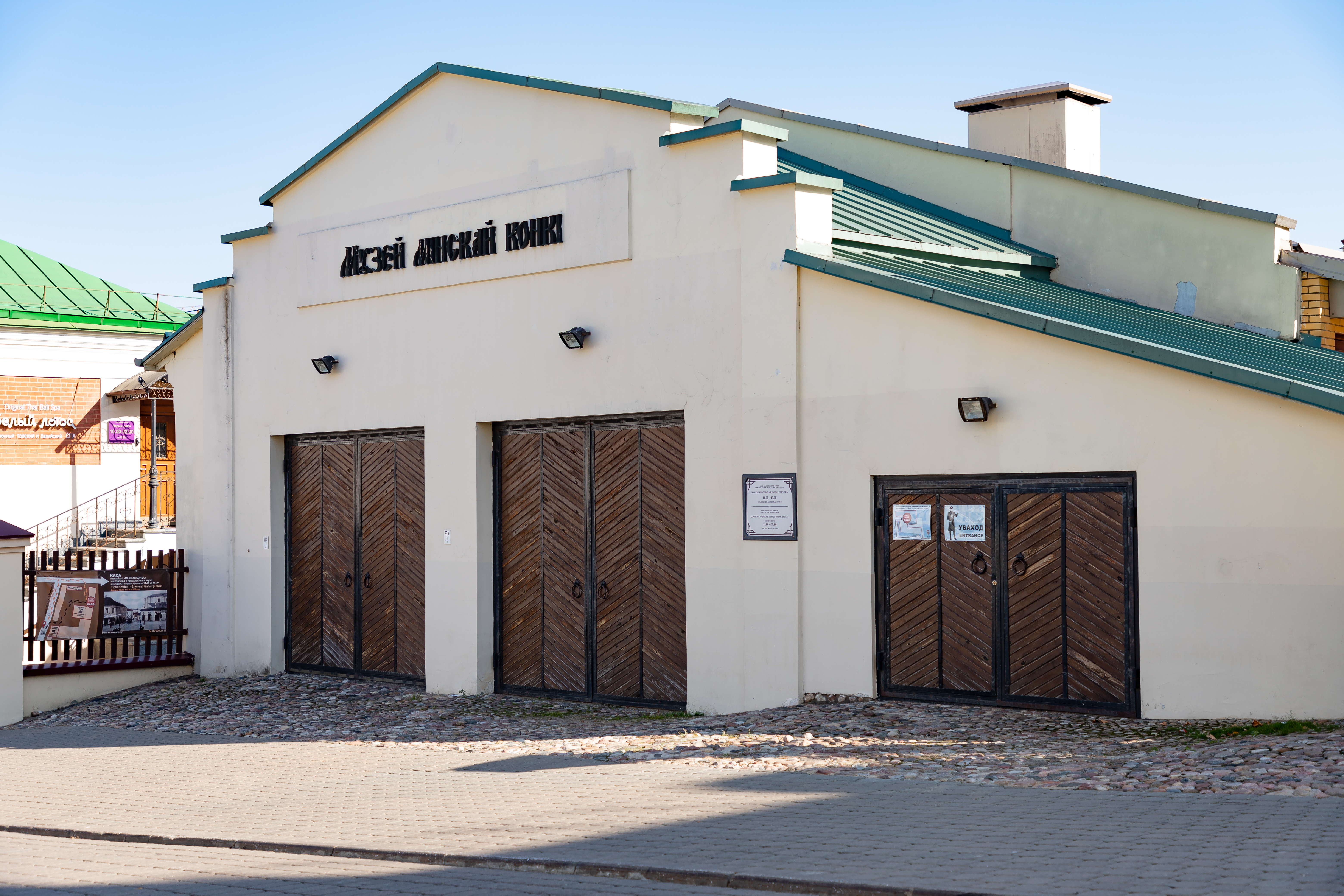
Экспозиция «Минская конка»

### Арт-гостиная «Высокое место»
Арт-гостиная «Высокое место» открыта в сентябре 2015 года. Расположена в историческом центре Минска на территории Верхнего города. Здание, в котором находится Арт-гостиная, является памятником архитектуры XIX века.
Арт-гостиная работает как выставочное пространство. В выставочных залах проходят временные тематические выставки, в том числе международные, на основе собраний художников, фотографов, коллекционеров, различных организаций и учреждений.
Кроме того, проходят творческие встречи и вечера. Реализуется проект «Исцеление искусством», в рамках которого проводятся занятия и мастер-классы для людей с ограниченными возможностями.

### Минская городская ратуша
Минская ратуша — главное украшение площади Свободы и символ исторической памяти минчан. Здание было восстановлено в 2002—2004 гг. на том месте и в том виде, в котором город запомнил его в середине XIX века.
С 2012 года ратуша стала доступна для посещения, хотя продолжает выполнять и функции административного здания.
В ратуше работают два долгосрочных выставочных проекта — экспозиция «Минск в историческом пространстве. Картографический кабинет» и экспозиция «Минск среди друзей. Города-побратимы столицы Беларуси».
История Минской ратуши связана с получением городом Магдебургского права в 1499 г. Здание ратуши использовалось, в первую очередь, как «дом собраний» — место заседаний магистрата — органа городского самоуправления. Здесь же находился архив, суд, хранились символы города — герб, печать, привилей на Магдебургское право.
Ратуша являлась центром хозяйственно-экономической и культурной жизни Минска. Двери её были открыты для горожан, которые могли обратиться за помощью к членам магистрата. На площади у здания ратуши велась торговля, проходили городские праздники, актёры показывали театральные представления —Артемины спектакли.
В период нахождения белорусских земель в составе Российской империи, когда функции магистрата были упразднены, в ратуше находилась полиция, гауптвахта, театр, музыкальная школа. В середине XIX века здание ратуши было разрушено.
Сегодня городская ратуша создаёт свою новую историю. Здесь проходят торжественные мероприятия, чествуют лауреатов звания «Минчанин года» и участников международных форумов, деятелей культуры и звёзд спорта. Ежегодно в ратуше торжественно открывается Праздник города и выступают с концертами творческие коллективы.
С каждым годом Минская ратуша становится всё более вовлеченной в культурную жизнь столицы. Так, 5 мая 2012 года состоялось открытие летней музыкально-туристической программы «Верхний город».

### Художественная галерея Михаила Савицкого
Художественная галерея Героя Беларуси, народного художника Беларуси и СССР, почетного гражданина города Минска Михаила Андреевича Савицкого открылась 7 сентября 2012 года, входит в структуру Музея истории города Минска.
Галерея размещается в здании на территории Верхнего города по адресу пл. Свободы, 15 — бывшей городской усадьбе XVIII века с пристройкой. Место размещения галереи было выбрано самим художником ещё при жизни. Здание бывшей городской усадьбы реконструировалось как музейный объект двойного назначения, совмещающий собственно художественную галерею и экспозицию, связанную с историей данного памятника архитектуры.

### Городская художественная галерея произведений Л. Д. Щемелева
Располагается в историческом центре Минска на территории Верхнего города в здании — памятнике архитектуры XIX века.
Экспозиция посвящена творчеству народного художника Беларуси Леонида Дмитриевича Щемелёва (1923—2021). Представлено более 60 живописных произведений художника. Посетители галереи познакомятся со всеми жанрами живописи, в которых работал Л. Д. Щемелёв, смогут оценить его палитру и стиль.
Кроме постоянной экспозиции в галерее работают сменные тематические выставки.

### Мастерская-музей народного художника Беларуси Ивана Миско
Музей располагается в историческом центре Минска, в здании XIX века, где на протяжении уже почти 50 лет творит выдающийся белорусский скульптор.
Экспозиция посвящена творчеству народного художника Беларуси Ивана Якимовича Миско.
Посетители смогут побывать в мастерской, познакомиться с экспозицией и понаблюдать за процессом создания скульптуры.
Музей одновременно является и местом работы скульптора. Знакомство и экскурсия по музею-мастерской от Ивана Якимовича станет незабываемым событием для каждого посетителя.

### Музей «Лошицкая усадьба» и приусадебный флигель в Лошицком усадебно-парковом комплексе
Музей расположен в зданиях бывшего усадебного дома и приусадебного флигеля — памятниках архитектуры второй половины XVIII—XIX вв. на территории Лошицкого усадебно-паркового комплекса.
В 2014 году завершились работы по реставрации усадебного дома: восстановлены архитектурные элементы, фрагменты живописного декора, лепнина, реконструированы уникальные изразцовые печи и камин.
Экспозиция музея знакомит с историей Лошицы и Лошицкой усадьбы. Представлены восстановленные интерьеры жилого дома с подлинными предметами конца XVIII — начала XX вв.
В приусадебном флигеле работает долгосрочный выставочный проект «Колесо времени» — предметы материальной культуры Минска и окрестностей конца XIX — первой половины XX вв.

### Экспозиция «Каретная»
Экспозиция «Каретная» вместе с Археологическим музеем «Верхний город» и Музеем «Минская конка» входит в музейный комплекс на территории бывшего бернардинского монастыря.
Кроме возможности увидеть подлинные музейные предметы, посетители окунутся в мир звуков минской улицы конца XIX века, смогут заглянуть в «окно времени» и перенестись в старый город.
Удобный электронный справочник-инфокиоск поможет сориентироваться в истории транспорта. Детям предлагается познавательная игра «Каретный мастер».

### Археологический музей
Археологический музей «Верхний город» вместе в экспозициями «Каретная» и «Минская конка» входит в музейный комплекс на территории бывшего бернардинского монастыря.
Экспозиция «Минск. Верхний город. Археологический музей» находится в здании, спроектированном над археологическим раскопом в 2007—2008 гг. с арочными фундаментами хозяйственной постройки монахов-бернардинцев начала XVIII века.
Наглядная история Минска запечатлена в полутора тысячах подлинных предметов из коллекции Музея истории города Минска.
Основные экспонаты — это артефакты из археологических исследований монастырей и торговых рядов Верхнего города, улиц Зыбицкой, Кирилла и Мефодия, Немиги и других участков исторического центра Минска. Большая часть предметов выявлена в 1980—2010-е гг. во время «спасательных» раскопок (археологи Заяц Ю. А., Колосовский Ю. В., Кошман В. И., Медведев А. М., Русов П. А., Соболь В. Е., Тарасов С. В., Трусов О. А., Штыхов Г. В. и другие). Перед тем как стать экспонатами, многие находки прошли консервацию (реставраторы Житкевич М. В., Сманцер Д. В.).

### Экспозиция «Минская конка»
Экспозиция «Минская конка» вместе с Археологическим музеем «Верхний город» и Экспозицией «Каретная» входит в музейный комплекс на территории бывшего бернардинского монастыря.
Постоянная экспозиция «Минская конная железная дорога» открылась для посетителей в 2017 году в день 950-летия первого летописного упоминания о Минске — 3 марта.
В экспозиции представлены уникальные экспонаты, отражающие историю становления и развития общественного транспорта города Минска.

## Награды
- Специальная премия Президента Республики Беларусь деятелям культуры и искусства (8 января 2013 года) — за создание художественной галереи Михаила Савицкого, активную работу по популяризации его творческого наследия[6].